# Portrait de Paul Ranson en tenue nabique
Portrait de Paul Ranson en tenue nabique est un tableau réalisé par le peintre français Paul Sérusier en 1890. De format vertical, cette huile sur toile est un portrait en buste de Paul-Élie Ranson, un autre artiste membre des Nabis. Il y figure dans un vêtement cérémoniel, une sorte de crosse épiscopale à sa main gauche, tandis que de la droite il déchiffre un volumineux livre ouvert devant lui. Achetée en 2004 à la galerie Hopkins-Custot, à Paris, l'œuvre est conservée au musée d'Orsay.